# Киннунен, Анастасия Викторовна
Анастаси́я Ви́кторовна Киннунен (в девичестве Дуборе́зова; бел. Настасся Віктараўна Дубарэзава; фин. Nastassia Kinnunen; род. 14 марта 1985, Городок, Витебская область) — белорусская и финская биатлонистка и лыжница, участница трёх Олимпийских игр.

## Карьера
В лыжном Кубке мира Дуборезова дебютировала в октябре 2007 года, тогда же первый раз попала в тридцатку лучших на этапе Кубка мира, в эстафете. Всего имеет на своём счету 3 попадания в тридцатку лучших на этапах Кубка мира, все в командных соревнованиях. Лучшим результатом в итоговом общем зачёте Кубка мира, является для Дуборезовой 123-е место в сезоне 2009-10.
На Олимпиаде-2010 в Ванкувере принимала участие в четырёх гонках: спринт — 42-е место, дуатлон 7,5+7,5 км — 53-е место, эстафета — 10-е место, масс-старт на 30 км — 44-е место.
За свою карьеру принимала участие в одном лыжном чемпионате мира, на чемпионате 2009 года, стартовала в четырёх гонках, лучший результат — 40-е место в масс-старте на 30 км.
По окончании сезона 2009/10 перешла из лыжных гонок в биатлон. В биатлонном Кубке мира Дуборезова дебютировала в декабре 2010 года, в марте 2011 года в первый раз попала в очковую зону на этапе Кубка мира, заняв 40-е место в спринте. По итогам сезона 2010/11 заняла 96-е место в общем зачёте Кубка мира.
В сезоне 2011/12 уже на 3 этапе Кубка мира в Хохфильцене впервые в карьере попала на цветочную церемонию, заняв 10-е место в спринтерской гонке. На 4 этапе в Оберхофе в спринтерской гонке заняла 7-ю позицию, не допустив ни одного промаха. На первом в сезоне гонке с массовым стартом заняла 10-е место.
Двукратная чемпионка Финляндии по биатлону 2018 в эстафете и масс-старте, чемпионка Финляндии 2019 в спринте. Двукратная вице-чемпионка Финляндии по летнему биатлону 2018 и 2019 годов в масс-старте и спринте соответственно. Чемпионка Финляндии по летнему биатлону 2018 (бег).
В марте 2023 года завершила карьеру, после чего стала тренировать юниорскую сборную Финляндии (U-19). В июле 2025 года в рамках программы партнерства параллельно приступила к работе с командой Австралии. 

### Участие в Олимпийских играх
| Год  | Место проведения | Инд | Спр | Пр | МС | Эст | См |
| 2014 | Сочи             | —   | 33  | 55 | —  | —   | 9  |
| 2022 | Пекин            | 51  | 75  | —  | —  | 16  | —  |

### Участие в чемпионатах мира
| Год  | Место проведения | Инд | Спр | Пр | МС | Эст | См |
| 2012 | ЧМ Рупольдинг    | 29  | 35  | 33 | —  | 4   | —  |
| 2013 | ЧМ Нове-Место    | DNF | 28  | 48 | —  | 7   | —  |
| 2015 | ЧМ Контиолахти   | 68  | 11  | 32 | 25 | —   | —  |
| 2016 | ЧМ Хольменколлен | 34  | 23  | 52 | 18 | —   | —  |
| 2021 | ЧМ Поклюка       | —   | 80  | —  | —  | 14  | —  |

### Общий зачет в Кубке мира
- 2022/23 — 53-е место (80 очков)
- 2021/22 — 63-е место (43 очка)
- 2015/16 — 50-е место (109 очков)
- 2014/15 — 49-е место (130 очков)
- 2013/14 — 58-е место (67 очков)
- 2012/13 — 55-е место (79 очков)
- 2011/12 — 33-е место (236 очков)
- 2010/11 — 96-е место (1 очко)